# Birbynė

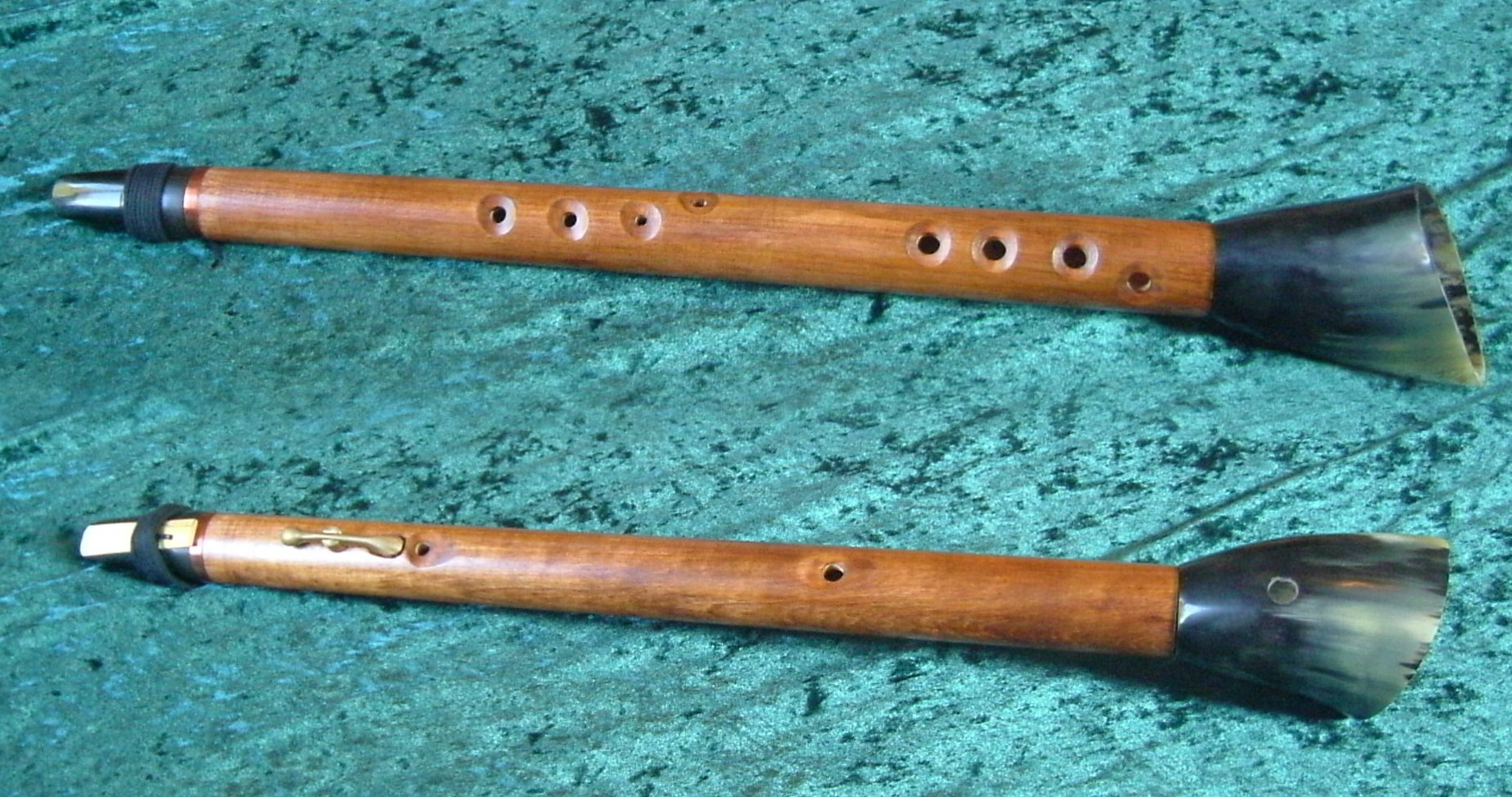
Birbynė Soprano, Face supérieure et inférieure.

La birbynė est un instrument à vent lituanien muni d'une anche simple (mais parfois double). La birbyne a été développée au XXe siècle, à l'origine diatonique, pour devenir chromatique. Il en existe de différentes tailles pour les registres soprano, ténor et contrebasse. C'est avec le kankles l'instrument national. Du point de vue de sa facture, elle s'apparente au chalumeau, au tárogató et à la clarinette.
Le terme birbynė est employé pour la première fois en 1747 dans la littérature (Ruigys). Il s'agissait à l'origine d'un terme plus général désignant des instruments à anche de différents types. Cela englobait des chalumeaux fait de paille, des sifflets dotés d'une anche en plume d'oie, des flûtes faites de différents bois et même une corne de chèvre équipée d'un bec.

## Facture
Il en existe divers types : à anche simple ou double non séparé du corps de l'instrument ; à anche simple ou double placée dans une embouchure séparable ; à anche simple liée à l'embouchure.
La forme la plus utilisée est la birbyne soprano. Elle est faite d'un tuyau en bois (le plus couramment en érable ou en bois de pommier) dont la perce est légèrement conique. Elle possède dix trous, huit sur la partie supérieure et deux trous pour le pouce sur la partie inférieure. L’anche est attachée sur une embouchure semblable au bec de la clarinette, en bois d'ébène ou en corne animale. À l'extrémité du tuyau se trouve un pavillon fait de corne de vache. À l'aide d'un clapet, la birbyne peut produire une harmonique située une dixième mineure au-dessus, c'est-à-dire pour un doigté de La, elle peut produire un Do. 
La tessiture de la birbyne soprano peut couvrir deux octaves et demi. Les trous bouchés avec la main droite donnent une gamme chromatique. Les trous qui sont bouchés par la main gauche correspondent aux notes de la gamme de Do majeur. Dans ce registre, les notes altérées sont obtenues à l'aide de clés supplémentaires. La birbyne possède un timbre chaud et doux dans le registre grave, rappelant celui du saxophone, mais plus clair dans le registre aigu, comparable à celui du hautbois,.
La birbynė ténor se rapproche de la birbyne soprano, en plus long. Plusieurs clapets sont utilisés pour faciliter son jeu. Sa tessiture va du Si au Do, deux octaves plus haut. Son timbre plus fort et plus rond peut être comparé à celui du violoncelle,.
Le corps de la birbynė contrebasse est en laiton et laqué couleur bois. Son bec est coudé, le pavillon est une corne de grande taille ou une imitation. La tessiture va du Fa# au Do, une octave plus haut. Dans le registre grave, elle sonne de façon semblable au contrebasson, dans le registre aigu, comme une clarinette,.

## Jeu
La birbynė moderne provient d'une flûte à bec appelée ragelis ("petite corne"). Celle-ci mesurait entre 25 et 30 cm de long et possédait de 5 à 7 trous ; seulement l'octave inférieure avait une sonorité agréable. Elle fut utilisée dans la musique populaire jusqu'à la fin du XIXe siècle, où elle fut petit à petit écartée pour être remplacée par la clarinette et l'accordéon, de telle sorte qu'elle était, dans les années 1930 et 1940, presque tombée dans l'oubli,.
Dans le cadre de son retour, des instruments de différents registres furent construits, afin de mieux correspondre aux besoins des orchestres populaires (en Do, Ré et Sol, ainsi qu'un instrument basse et contrebasse). Pour pouvoir jouer aussi de nouvelles compositions lituaniennes utilisant des chromatismes et des modulations, le facteur d'instruments Serva et le chef d'orchestre Samuitis développèrent la forme actuelle de la birbyne soprano. Les instruments plus graves furent modifiés de la même façon.
De nos jours, la birbyne est jouée en instrument soliste ou dans les orchestres entourée d'autres instruments populaires. Un quintette de birbynė est souvent constitué de deux sopranos, deux ténors et d'une birbyne contrebasse. Le répertoire regroupe, en dehors de la musique traditionnelle, d'autres morceaux de la musique populaire. Certaines pièces écrites pour clarinette ou pour d'autres instruments à vent peuvent aussi être jouées à la birbyne.